# Newton Abbot (circonscription britannique)
Circonscription parlementaire de la Chambre des communes
La circonscription de Newton Abbot est une circonscription située dans le Devon, et représentée à la Chambre des communes du Parlement britannique depuis 2010, date de sa création, par Anne-Marie Morris du Parti conservateur.

## Géographie
La circonscription comprend :
- Les villes de Newton Abbot et Teignmouth

## Députés
Les Members of Parliament (MPs) de la circonscription sont :
| Législature                       | Années       | Député | Député            | Parti        |
| --------------------------------- | ------------ | ------ | ----------------- | ------------ |
| Newton Abbot issue de Teignbridge |              |        |                   |              |
| 55e                               | 2010–2015    |        | Anne-Marie Morris | Conservateur |
| 56e                               | 2015–2017    |        | Anne-Marie Morris | Conservateur |
| 57e                               | 2017–2019    |        | Anne-Marie Morris | Conservateur |
| 57e                               | 2019–Présent |        | Anne-Marie Morris | Conservateur |